# Вознесенка (Родинський район)
Вознесе́нка (рос. Вознесенка) — село у складі Родинського району Алтайського краю, Росія. Входить до складу Центральної сільської ради.

## Населення
Населення — 437 осіб (2010; 631 у 2002).
Національний склад (станом на 2002 рік):
- росіяни — 94 %